# Catherine Bott
Cet article concerne une soprano britannique. Pour la footballeuse néo-zélandaise, voir Catherine Bott (football).
Pour les articles homonymes, voir Bott.
Catherine Bott (11 septembre 1952) est une soprano britannique spécialisée dans la musique ancienne et baroque. Elle poursuivit également une carrière à la radio.

## Biographie
Après des études au The King's High School for Girls et à la Guildhall School of Music and Drama, avec Arthur Reckless, elle commence sa carrière en tant que membre de l'ensemble anglais croisé baroque-jazz, The Swingle Singers. En 1980, elle se produit régulièrement avec le New London Consort de Philip Pickett et ensuite, se produit à travers le monde, en Europe, en Amérique latine et en URSS avec plusieurs groupes instrumentaux de l'époque.
Catherine Bott a beaucoup enregistré : Didon et Enée de Purcell (avec Christopher Hogwood et l'Académie de Musique Ancienne en 1994), avec le chœur du King's College, Cambridge dirigé par Stephen Cleobury (Passion selon saint Jean de Bach), Vénus et Adonis de John Blow avec Philip Pickett et dans L'Incoronazione di Poppea de Monteverdi avec John Eliot Gardiner. Elle a également vocalisé sur la partition de Trevor Jones pour le film Dark Crystal.
Bott est choisie par les chefs d'orchestre pour interpréter et enregistrer le répertoire plus récent, par exemple avec John Eliot Gardiner dans le Requiem de Gabriel Fauré, la Sinfonia Antartica de Vaughan Williams, la Symphonie no 3 de Carl Nielsen avec Bryden Thomson avec l'Orchestre symphonique de Londres et l'Orchestre national royal d'Écosse, respectivement. Elle est aussi demandée par les compositeurs contemporains, notamment Michael Nyman et Jonathan Dove.
Avec Lucie Skeaping, Bott a présenté l'émission radiophonique The Early Music Show sur BBC Radio 3 et a également présenté pour la même chaîne, Live in Concert. En octobre 2013,  Bott rejoint Classic FM pour présenter durant trois ans, un projet couvrant la totalité de l'histoire de la musique classique.

## Discographie
- Delectatio Angeli. Musique d'amour, désir et lamentation - Catherine Bott (avril 2001, Hyperion CDA 67549) (Fiche sur medieval.org), (OCLC 64443926)
- Stradella, San Giovanni Battista - Catherine Bott, Christine Batty (sopranos); Gérard Lesne (alto); Richard Edgar-Wilson (ténor); Philippe Huttenlocher (baryton) ; Les Musiciens du Louvre, dir. Marc Minkowski (1993, Erato)
- Calvi & Cloquet: Pilgrimage - 9 Songs Of Ecstasy (1997 Point Music Ltd.). Catherine Bott · New London Consort · Philip Pickett.